# Mohali
Mohali (en punyabí: ਮੋਹਾਲੀ ) es una ciudad de la India, centro administrativo del distrito de Sahibzada Ajit Singh Nagar, en el estado de Punyab.

## Geografía
Se encuentra a una altitud de 308 m s. n. m. a 14 km de la capital estatal, Chandigarh, en la zona horaria UTC +5:30.

## Demografía
Según estimación 2010 contaba con una población de 175 976 habitantes.